# Леба, Луи-Ипполит
Луи-Ипполит Леба (фр. Louis-Hippolyte Lebas 31 марта 1782, Париж — 12 июня 1867, Париж) — архитектор французского классицизма, рисовальщик и акварелист, профессор истории и теории искусства. Член Института Франции, он также является одним из предков рода Галеви: его дочь Александрина в 1831 году вышла замуж за писателя, историка и государственного служащего Леона Галеви.

## Творческая биография
Призванию Луи-Ипполита к архитектуре во многом способствовали его родственные связи с архитекторами семьи Водуайе. Его мать была сестрой Антуана Водуайе и приходилась тётей Леону Водуайе. Обе семьи жили в одном доме на улице Савойя в Париже. Молодой человек, побывав в мастерской своего дяди, пристрастился к архитектуре. Помимо обучения у Антуана Водуайе, Ипполит Леба учился в ателье Шарля Персье и Пьера Фонтена, любимых архитекторов Наполеонa Бонапарта, создателей французского стиля ампир.
В отличие от своего дяди и двоюродного брата, Ипполит смог получить не первую, а только вторую Римскую премию, поэтому не смог уехать в Италию за государственный счёт, но всё же он побывал в Италии трижды, и даже во Французской академии в Риме на вилле Медичи. Первый раз — во время военной службы в 1803 году. Он состоял в отряде гвардейцев маршала Мюрата, что даже дало ему возможность зарисовывать памятники. Второй раз в 1806 году он получил разрешение от Французской академии остаться на вилле Медичи, но без титула пенсионера. Он работал там вместе с архитектором Пьером-Адриеном Пари, который руководил исследованием античных и более поздних памятников. Он снова вернётся в Рим в 1811 году со своим другом Франсуа Дебре для обширного исследования творчества архитектора эпохи Возрождения Джакомо Бароцци да Виньолы, которое приведёт его к публикации 1815 года.
Вернувшись в Париж, Леба должен был сначала довольствоваться ролью инспектора работ. После изгнания Наполеона он работал помощником Фонтена, реализуя его проект Капеллы покаяния над местом захоронения казнённого революционерами короля Людовика XVI и королевы Марии-Антуанетты (1815—1826). Он также помогал Элуа Лабарру (1764—1833) в завершении Дворца Броньяр (1813—1825), резиденции Парижской биржи, названной в честь её архитектора Александра Теодора Броньяра.
Одна из его самых известных работ — парижская церковь Нотр-Дам-де-Лорет (1823—1836). Он также построил бывшую тюрьму Petite Roquette (1826—1836, снесена в 1974 г.).
В 1824 году Луи-Ипполит Леба сменил своего дядю Антуана Водуайе в должности архитектора «Дворца изящных искусств» (ранее «Коллеж Четырёх Наций»); он работал над расширением Дворца. Он проектировал крыло второго двора, в котором располагались различные рабочие помещения для пяти академий, а также большой Зал собраний и галерею. Это здание было открыто в 1846 году и с тех пор носит его имя. В 1832 году он получил на этом месте казённое жилье, которое сохранял до самой смерти. Оно было достаточно большое, чтобы он смог разместить там своих детей и внуков Галеви. Когда в 1854 году Фроманталь Галеви стал постоянным секретарём Академии изящных искусств, он также разместился в Институте. С 1825 года Луи-Ипполит Леба был членом парижской Академии художеств.
С тех пор, с 1840 по 1863 год, большую часть своего времени он отдавал преподаванию. В 1819 году его дядя Антуан Водуайе связал его с руководством своей студии в Школе изящных искусств. В 1840 году он был назначен профессором истории архитектуры. В этой роли Леба стремился показать эволюцию архитектуры на протяжении всех веков и во всех странах, следуя историцистским идеям Иоганна Иоахима Винкельмана в отношении «изучения классической древности». Он воспитал несколько поколений французских архитекторов неоклассического стиля. Леба преподавал в этой должности около десяти лет, а затем взял на замену Альфреда Ленуара, сына знаменитого архитектора Александра Ленуара.
От брака с Коломб Изамбер в 1811 году у Луи-Ипполита Леба было двое детей: Габриэль-Ипполит Леба (1812—1880), живописец-маринист, и Александрина (1813—1893), жена Леона Галеви (1802—1883) и мать Людовика Галеви (1834—1908), драматурга и романиста.
Библиотека и коллекция рисунков Леба вскоре после его смерти были распроданы, но каталог его книг и гравюр, а также его рисунков и акварелей сохранился. Многие архитектурные чертежи, планы и рисунки его коллег архитекторов были переданы в дар Институту Франции.

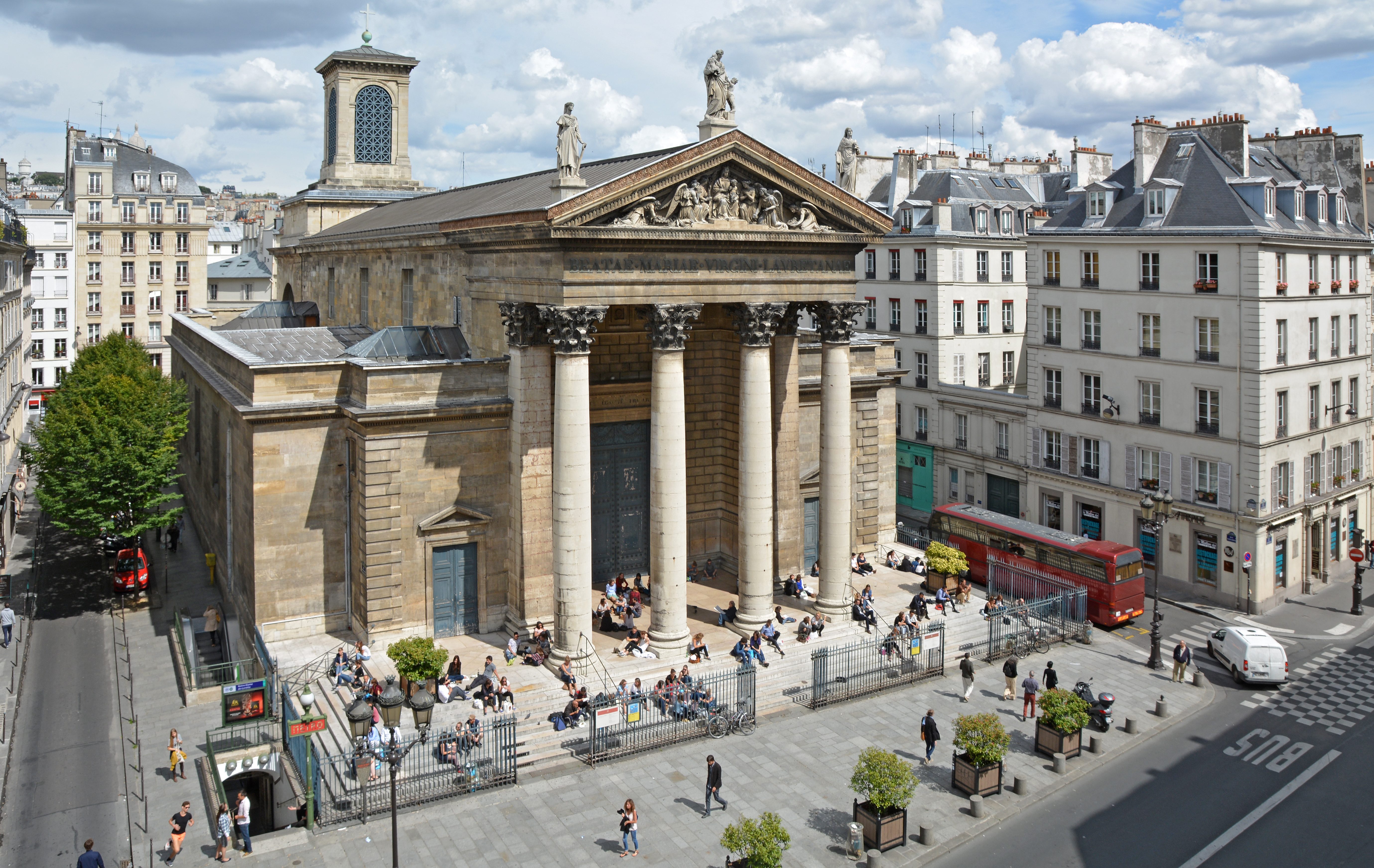
Церковь Нотр-Дам-де-Лорет. 1823—1836. Париж. Архитектор Л.-И. Леба
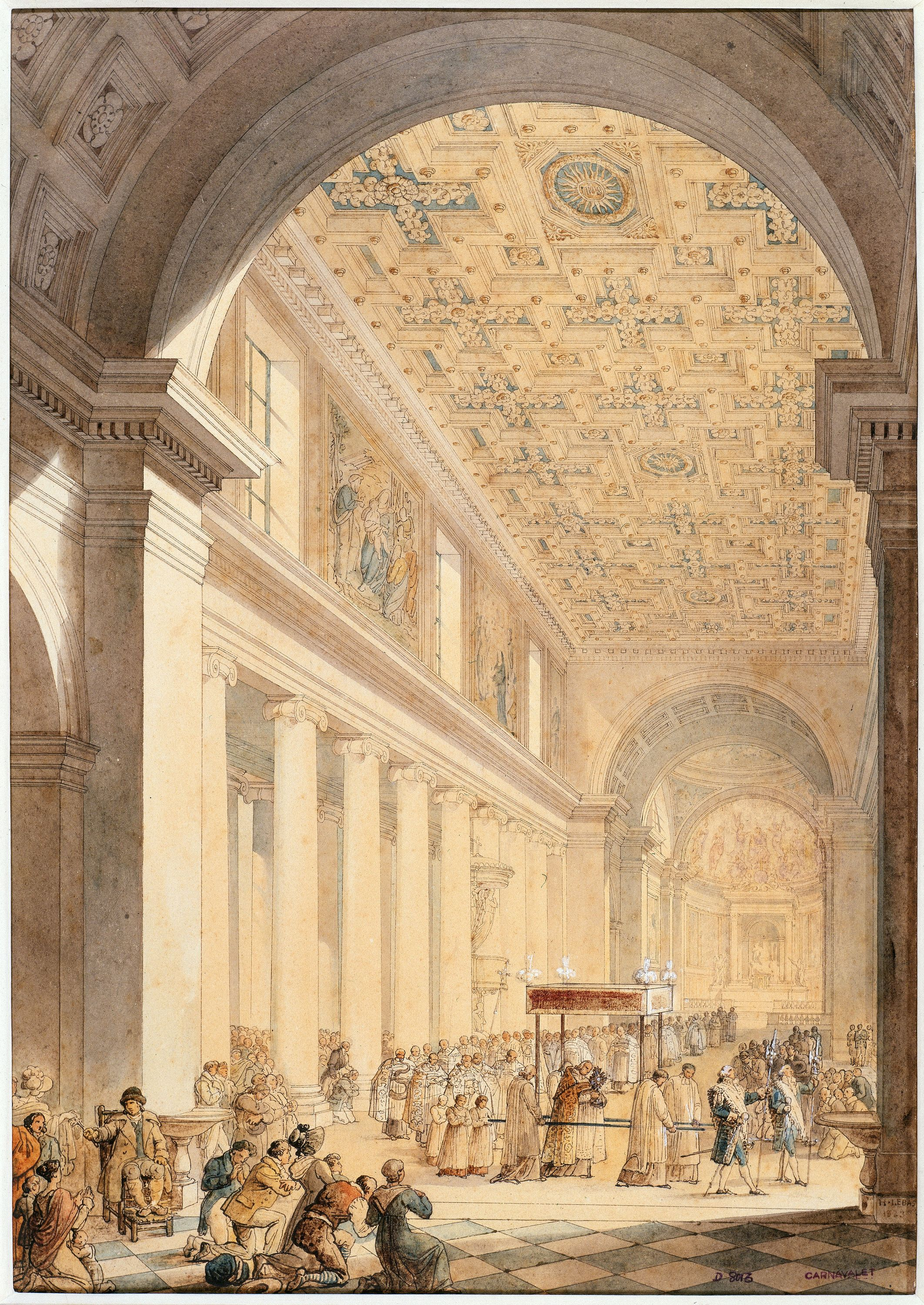
Интерьер главного нефа церкви. Акварель. Музей Карнавале, Париж
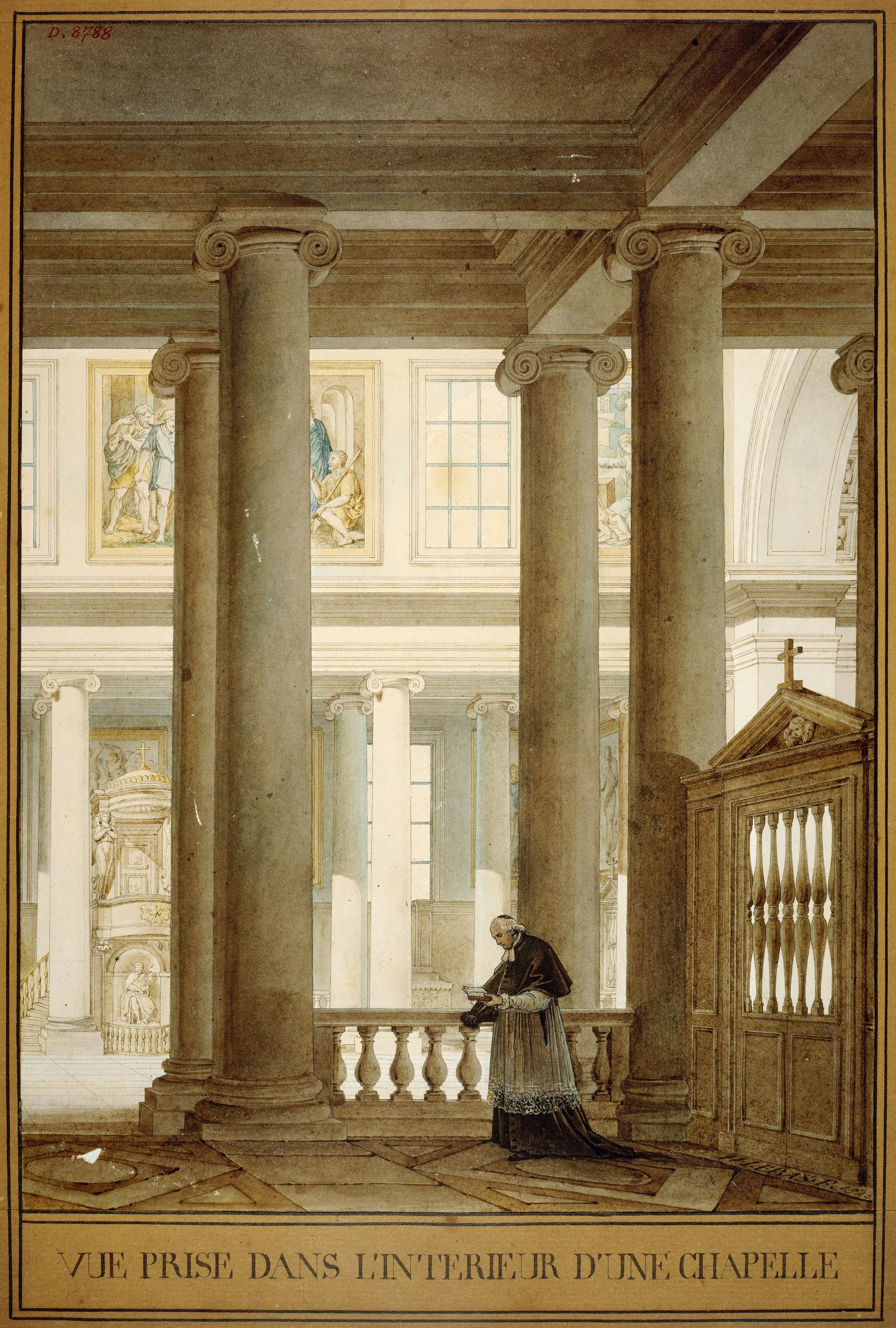
Деталь интерьера церкви. Акварель. Музей Карнавале, Париж
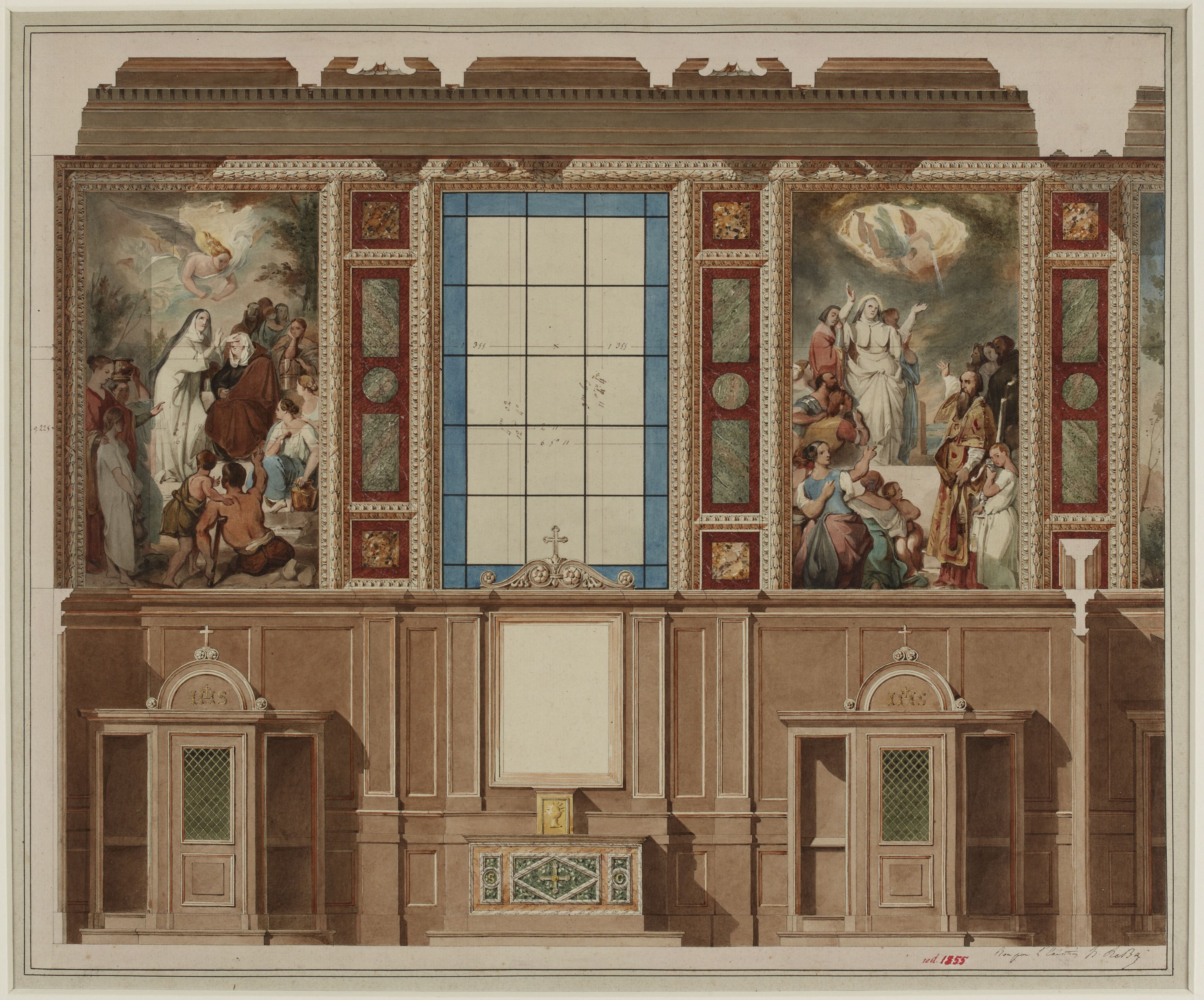
Деталь бокового нефа капеллы церкви. Акварель. Музей Карнавале, Париж
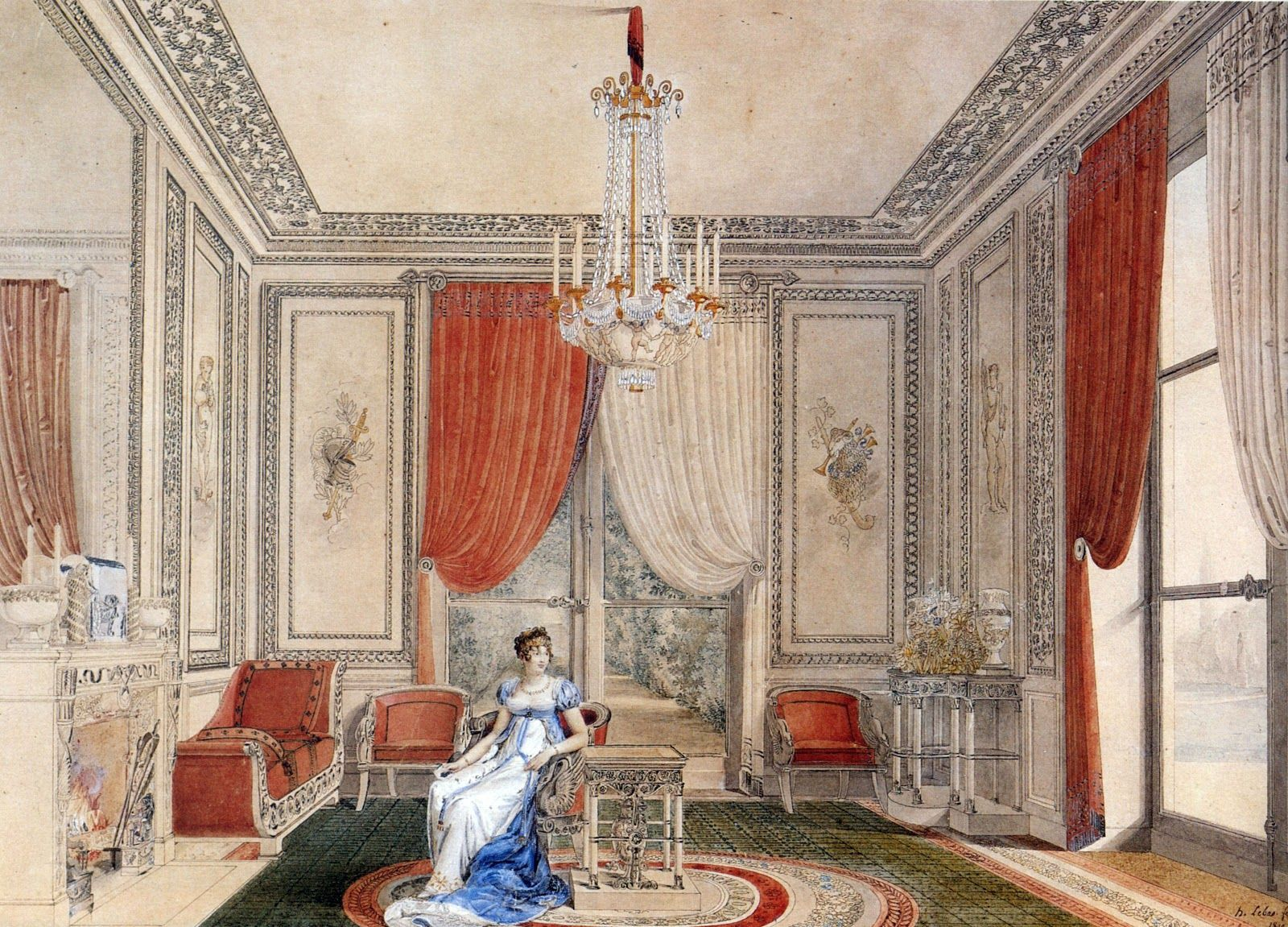
Каролина Мюрат, королева Неаполя в Серебряном салоне Елисейского дворца в Париже. 1810. Акварель
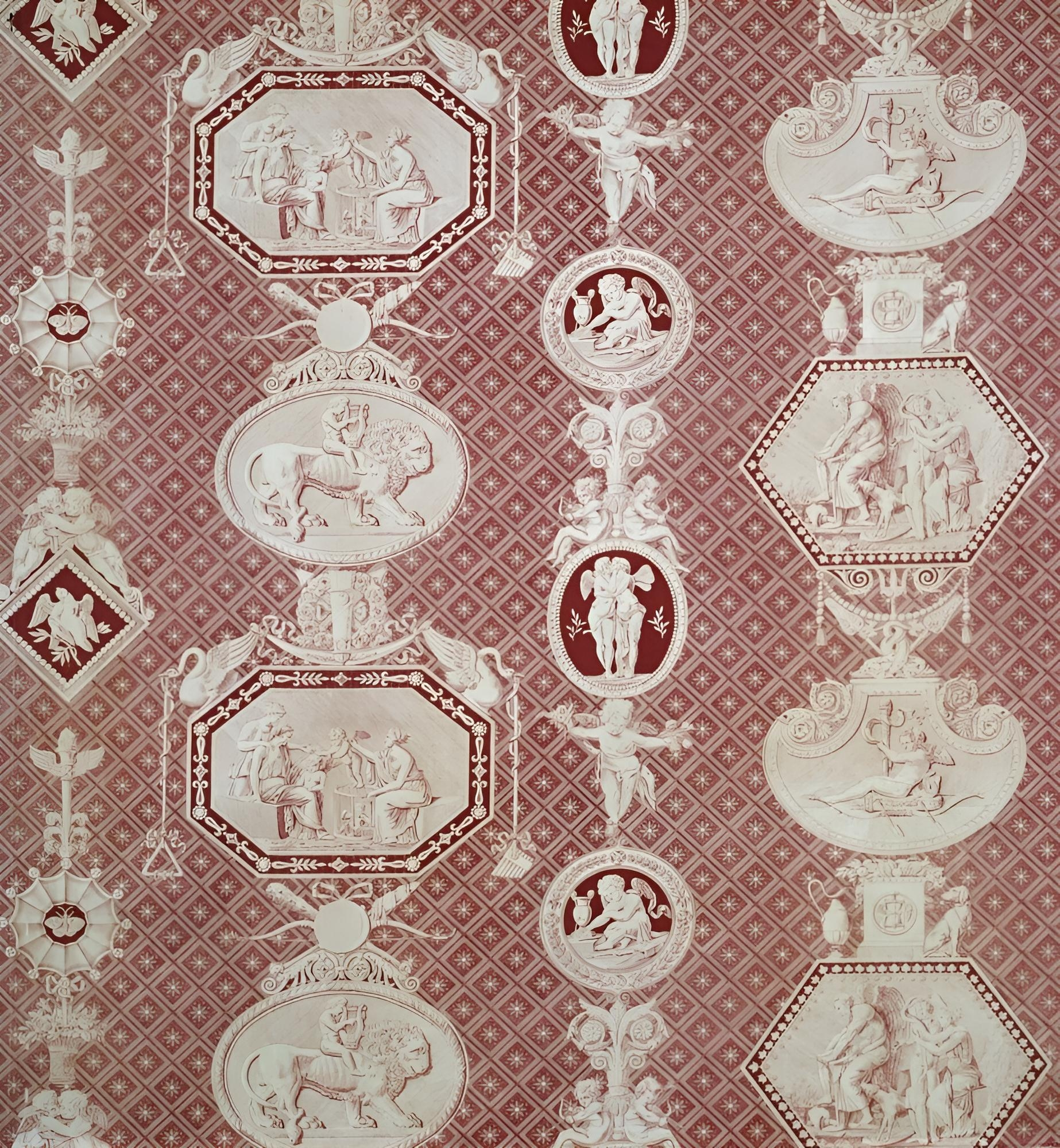
Рисунок набивной ткани. Ок. 1816. Мануфактура К.-Ф. Оберкампфа
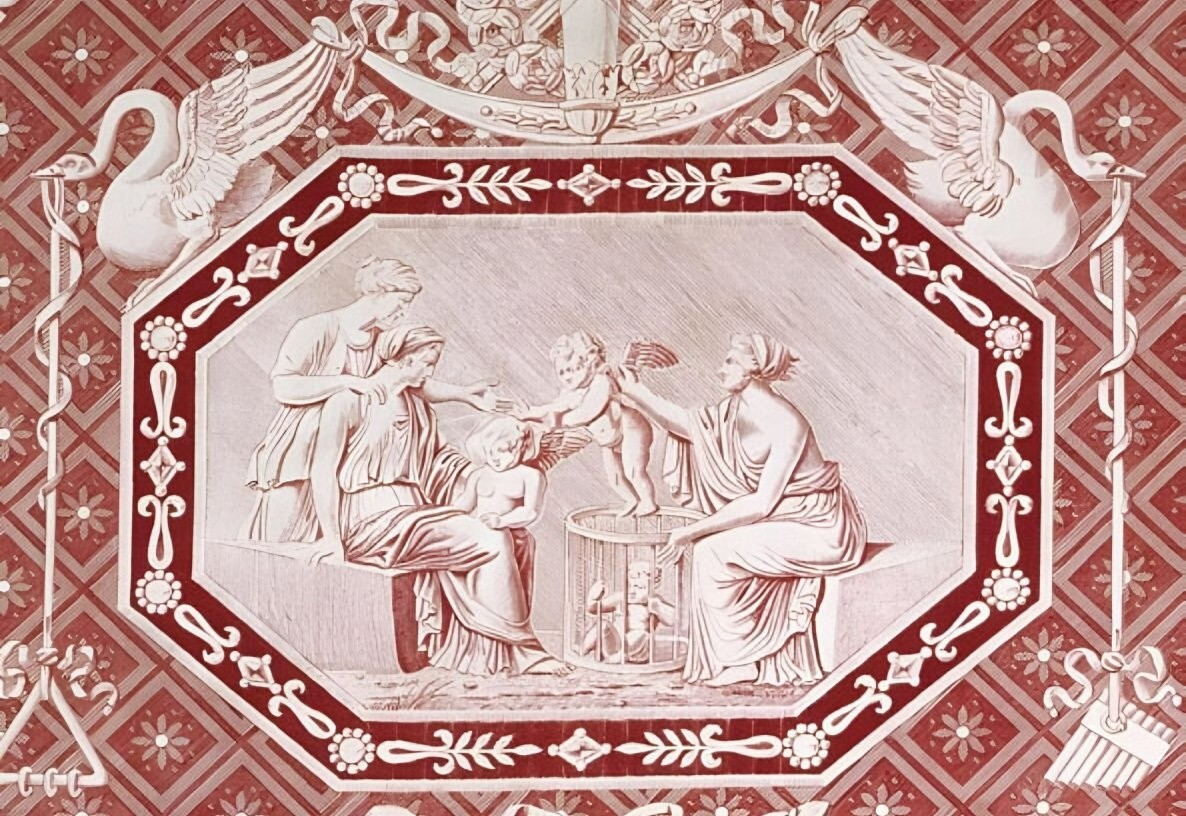
Деталь. Торговля Амурами